# Wiesław Ciczkowski
Wiesław Ciczkowski (ur. 12 października 1951, zm. 8 listopada 2000) – polski pedagog, specjalizujący się w pedagogice społecznej. 

## Życiorys
Stopień doktora nauk humanistycznych uzyskał w 1990 na Wydziale Humanistycznym Uniwersytetu Gdańskiego. Tematem jego rozprawy była Rola zajęć pozalekcyjnych i pozaszkolnych w systemie oświaty i wychowania (na przykładzie woj. olsztyńskiego), a promotorem Edmund Trempała. W 1997 roku uzyskał, na Wydziale Studiów Edukacyjnych, Uniwersytetu im. Adama Mickiewicza, stopień doktora habilitowanego nauk humanistycznych w zakresie pedagogiki.  
Był profesorem Zakładu Dydaktyki i Wczesnej Edukacji na Wydziale Pedagogiki i Wychowania Artystycznego Uniwersytetu Warmińsko-Mazurskiego. Współpracował także z olsztyńskim Wydziałem Nauk Humanistyczno-Społecznych Wyższej Szkoły Pedagogicznej Towarzystwa Wiedzy Powszechnej. Od 1997 roku piastował stanowisko prorektora Olsztyńskiej Szkoły Wyższej im. Józefa Rusieckiego. Zginął w wypadku samochodowym podczas podróży służbowej, wraz z rektorem tej uczelni Józefem Rusieckim. 

## Wybrane publikacje
- Dziedzictwo pedagogiczne Aleksandra Kamińskiego (1996, ISBN 83-7174-048-4)
- Studia z pedagogiki społecznej (1996, autor dodatkowy 3. wydania podręcznika Stanisława Kawuli)
- Nauczyciel wobec nowych sytuacji szkolnych (1998, współautor pracy zbiorowej, ISBN 83-87867-00-4)